# 日光市立清滝小学校
日光市立清滝小学校（にっこうしりつ きよたきしょうがっこう）は栃木県日光市清滝にある公立小学校。

## 沿革
出典
- 1874年（明治7年）3月 - 細尾村の民家に鉢石学舎第1番分校が、清滝円通寺に鉢石学舎第2番分校が開校。
- 1877年（明治10年）1月 - 第1番分校、第2番分校を合併して、鉢石学舎清滝分校と改称。
- 1884年（明治17年）7月 - 細尾に25坪の校舎を新築し、晃嶺学舎細尾分校と改称。
- 1892年（明治25年）12月 - 日光尋常高等小学校尋常学科細尾分校と改称。
- 1900年（明治33年） 9月 - 独立して細尾尋常小学校と改称。
- 1908年（明治41年）4月 - 細尾下の原に85坪の校舎を新築移転し、日光尋常小学校西校と改称。
- 1921年（大正10年）8月 - 清滝に間口32間、2階建ての校舎を新築落成。
- 1923年（大正12年）4月 - 高等科を併置し、日光第二尋常高等小学校と改称。
- 1924年（大正13年）10月 - 校章を制定。
- 1934年（昭和9年）10月 - 講堂兼体操場落成。
- 1938年（昭和13年）12月 - 平屋建校舎4棟落成。
- 1939年（昭和14年）5月 - 校歌を制定。
- 1941年（昭和16年）4月 - 栃木県上都賀郡日光町立第二国民学校と改称。
- 1942年（昭和17年）7月 -  校旗樹立。
- 1947年（昭和22年）4月 -  栃木県上都賀郡日光町立清滝小学校と改称。
- 1952年（昭和27年）12月 - 給食場竣工、完全給食（C型）を実施。
- 1954年（昭和29年）2月 - 市制施行により、日光市立清滝小学校と改称。
- 1959年（昭和34年）
  - 4月 - 鉄筋校舎第一期工事竣工（普通教室6室、特別教室2室）。
  - 5月3日 - 第二校歌を制定。
- 1960年（昭和35年）
  - 5月 - 鉄筋校舎第二期工事竣工（普通教室12室、特別教室3室）。
  - 7月27日 - 校歌の作詞者沖山光が来校し校舎落成式にて校歌のお披露目も行った。そのため、この日を第二校歌制定日とする資料も存在する。
- 1962年（昭和37年）4月 - 特殊学級を設置。
- 1972年（昭和47年）5月 - 日光市立清滝小学校スポーツ少年団を結成。
- 1974年（昭和49年）10月 -  100周年記念事業として校門・バックネット・正門花壇を設置。
- 1975年（昭和50年）
  - 1月 - 校章を改定。
  - 9月 - 講堂兼体操場解体。
- 1981年（昭和56年）3月 - 体育館新築落成。校庭拡張工事・校庭周辺フェンス改修工事完成。
- 1982年（昭和57年）
  - 4月 -  特別教室（図書室・視聴覚室・調理室・食堂・保健室・研修室）落成。
  - 6月 -  新校旗樹立
- 1984年（昭和59年）7月 - 屋内プール完成(13ｍ×25ｍ)。
- 1996年（平成8年）8月 - 新校舎へ職員室を移転。
- 2001年（平成13年）10月 - 従来の遊具を撤去し、肋木・ジャングルジム・ハントウ棒・雲梯を新たに設置。
- 2002年（平成14年）5月 - 横浜市立汐見台小学校6年生との、修学旅行を通した交流を行う。
- 2008年（平成20年）11月 - 中宮祠小学校との合同授業が始まる。
- 2024年（令和6年）3月 - 閉校予定[2]

## 通学区域
- 日光市[3]
  - 清滝1丁目 - 4丁目
  - 清滝桜ケ丘町
  - 細尾町
  - 清滝新細尾町
  - 清滝中安戸町
  - 清滝丹勢町

## 交通
- 東武鉄道日光線 東武日光駅より 東武バス日光で「清滝三丁目」バス停下車徒歩約3分